# Żoliborz Urzędniczy

Obszar MSI Stary Żoliborz

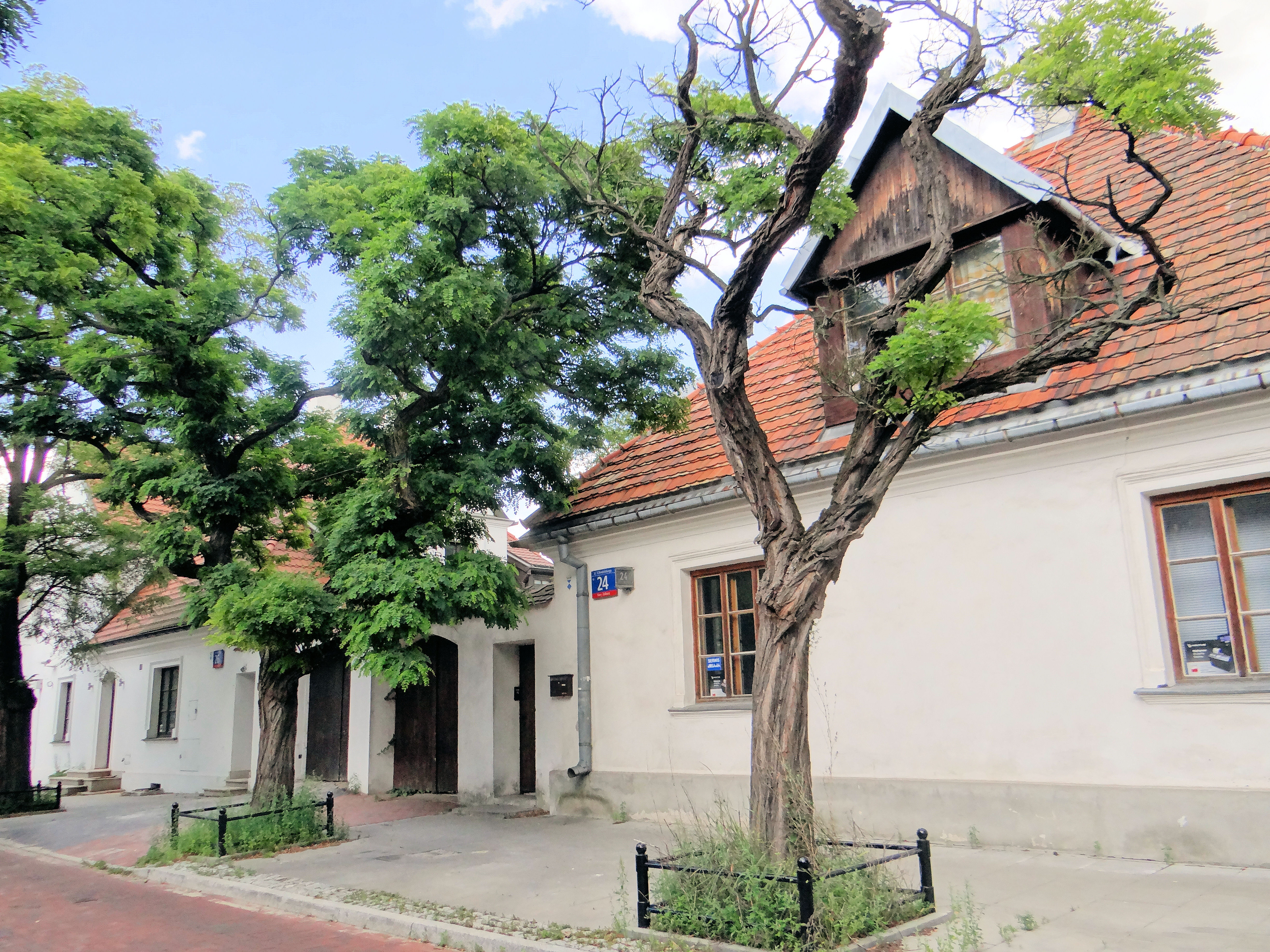
Żoliborz Urzędniczy

Żoliborz Urzędniczy – osiedle warszawskiej dzielnicy Żoliborz znajdujące się w granicach rejonu MSI Stary Żoliborz.

## Opis
Osiedle znajduje się w rejonie ulic Brodzińskiego, Wieniawskiego i placu Henkla. Jest to dawna kolonia urzędnicza nawiązująca formą do tradycji małomiasteczkowej architektury polskiej XVIII i początku XIX wieku.
Domy wznoszono od 1923. Projektowali je Aleksander Bojemski, Marian Kontkiewicz i Romuald Gutt. Mają formę małych kamieniczek, wysokie dachy kryte są pomarańczową, ceglaną dachówką, białe fasady zwieńczone są trójkątnymi szczytami i półokrągłymi łukami nad drzwiami. Przydomowe ogródki zasłaniają białe mury wykończone od góry dachówkami, w których znajdują się drewniane bramy. Wzdłuż ulic posadzono drzewa.
W czasie II wojny światowej została zniszczona część kolonii przy ul. Wyspiańskiego zaprojektowana przez Romualda Gutta. Po 1945 wzdłuż ulicy Wyspiańskiego i placu Henkla powstała nowa kolonia, projektu ucznia Gutta – Jacka Nowickiego, architekta związanego z Żoliborzem i WSM; kolonia ta nadal w stylu dworkowym o nieco zwiększonej kubaturze, dostosowanej do ówczesnego normatywu.